# Kleine Antillen
Als Kleine Antillen (engl. Lesser Antilles) bezeichnet man eine Inselkette in der östlichen Karibik, die sich von den Jungferninseln im Norden bis vor die venezolanische Küste im Süden erstreckt und zusammen mit den Lucayen und den Großen Antillen die Westindischen Inseln bildet.
Die Kleinen Antillen werden in die Inseln über dem Winde, Inseln unter dem Winde sowie Trinidad und Tobago unterteilt. Die Inseln über dem Winde werden dabei noch einmal in einen nördlichen (Leewards Islands) und einen südlichen (Windward Islands) Teil gegliedert. Die Namen beziehen sich auf den in diesen Breiten vorherrschenden Nordost-Passatwind.

## Klimawandel
Die Kleinen Antillen sind von den Auswirkungen des Klimawandels betroffen. Nach einer Studie aus dem Jahr 2016 würde ein fortschreitender Klimawandel bis zum Jahr 2090 zu einer Austrocknung der Inseln führen.

## Unterteilung
Die Kleinen Antillen werden gemeinhin folgendermaßen unterteilt:
| Inseln über dem Winde  | Inseln über dem Winde |
| ---------------------- | --- |
|                        | Nördlicher Teil (Leeward Islands) - Jungferninseln - Anguilla - Saint-Martin — Sint Maarten - Saba - Sint Eustatius - Saint-Barthélemy - Barbuda - St. Kitts - Nevis - Antigua - Montserrat - Guadeloupe - Dominica und andere |
|                        | Südlicher Teil (Windward Islands) - Martinique - St. Lucia - Barbados - St. Vincent - Grenada und andere |
| Trinidad und Tobago    | |
|                        | - Tobago - Trinidad |
| Inseln unter dem Winde | |
|                        | Leeward Antilles - Aruba - Bonaire - Curaçao - Isla Margarita und andere |

Bei dieser Zuordnung gibt es Abweichungen im Sprachgebrauch verschiedener Länder, so wird z. B. Dominica auch den Windward Islands zugerechnet.
Trinidad und Tobago gehören zu den Kleinen Antillen, jedoch nicht zu den Inseln über dem Winde, zu denen sie oft fälschlich gezählt werden.

### Zugehörige Inseln
Die Liste enthält bewohnte Inseln der Kleinen Antillen.
| Insel             | Fläche in km² | Einwohner | Einw./km² | Staat                                 | Staatsteil oder Status                   |
| ----------------- | ------------- | --------- | --------- | ------------------------------------- | ---------------------------------------- |
| Anegada           | 0.038,0       | 0.000.200 | 005       | Vereinigtes Königreich                | Britische Jungferninseln                 |
| Anguilla          | 0.096,0       | 0.014.436 | 130       | Vereinigtes Königreich                | Überseegebiet                            |
| Antigua           | 0.281,0       | 0.067.000 | 238       | Antigua und Barbuda                   | 1. Hauptinsel                            |
| Aruba             | 0.180,0       | 0.106.050 | 589       | Königreich der Niederlande            | autonomer Landesteil                     |
| Aves              | 0.000,0065    | 0.000.005 | 769       | Venezuela                             | Dependencias Federales                   |
| Barbados          | 0.430,0       | 0.284.589 | 647       | Barbados                              |                                          |
| Barbuda           | 0.161,0       | 0.001.500 | 009       | Antigua und Barbuda                   | 2. Hauptinsel                            |
| Basse-Terre       | 0.848,0       | 0.186.000 | 219       | Frankreich                            | Überseedépartement Guadeloupe            |
| Bequia            | 0.018,0       | 0.005.000 | 278       | St. Vincent und die Grenadinen        | Grenadinen                               |
| Bonaire           | 0.288,0       | 0.013.389 | 046       | Königreich der Niederlande            | Besondere Gemeinde der Niederlande       |
| Canouan           | 0.013,0       | 0.002.000 | 154       | St. Vincent und die Grenadinen        | Grenadinen                               |
| Carriacou         | 0.034,0       | 0.006.000 | 176       | Grenada                               | Grenadinen                               |
| Coche             | 0.061,0       | 0.008.242 | 135       | Venezuela                             | Dependencias Federales                   |
| Curaçao           | 0.444,0       | 0.142.180 | 320       | Königreich der Niederlande            | autonomer Landesteil                     |
| Dominica          | 0.746,0       | 0.072.514 | 097       | Dominica                              |                                          |
| Grande-Terre      | 0.589,0       | 0.197.000 | 334       | Frankreich                            | Überseedépartement Guadeloupe            |
| Grenada           | 0.310,0       | 0.080.000 | 258       | Grenada                               | Hauptinsel                               |
| Isla Margarita    | 0.956,8       | 0.436.900 | 406       | Venezuela                             | Dependencias Federales                   |
| Jost Van Dyke     | 0.008,0       | 0.000.260 | 033       | Vereinigtes Königreich                | Britische Jungferninseln                 |
| La Désirade       | 0.021,1       | 0.001.591 | 075       | Frankreich                            | Überseedépartement Guadeloupe            |
| La Orchila        | 0.040,0       | 0.000.100 | 003       | Venezuela                             | Dependencias Federales                   |
| Marie-Galante     | 0.158,0       | 0.013.470 | 085       | Frankreich                            | Überseedépartement Guadeloupe            |
| Martinique        | 1.128,0       | 0.397.730 | 353       | Frankreich                            | Überseedépartement                       |
| Mayreau           | 0.004,0       | 0.000.300 | 075       | St. Vincent und die Grenadinen        | Grenadinen                               |
| Montserrat        | 0.102,0       | 0.006.409 | 063       | Vereinigtes Königreich                | Überseegebiet                            |
| Mustique          | 0.005,7       | 0.000.500 | 088       | St. Vincent und die Grenadinen        | Grenadinen                               |
| Nevis             | 0.093,0       | 0.011.500 | 124       | St. Kitts und Nevis                   | 2. Hauptinsel                            |
| Petite Martinique | 0.002,4       | 0.000.900 | 375       | Grenada                               | Grenadinen                               |
| Saba              | 0.013,0       | 0.001.737 | 134       | Königreich der Niederlande            | Besondere Gemeinde der Niederlande       |
| Saint-Barthélemy  | 0.021,0       | 0.008.255 | 393       | Frankreich                            | Gebietskörperschaft                      |
| Saint Croix       | 0.213,0       | 0.053.234 | 250       | Vereinigte Staaten                    | Amerikanische Jungferninseln             |
| Sint Eustatius    | 0.021,0       | 0.002.886 | 137       | Königreich der Niederlande            | Besondere Gemeinde der Niederlande       |
| Saint John        | 0.050,8       | 0.004.197 | 083       | Vereinigte Staaten                    | Amerikanische Jungferninseln             |
| Saint Kitts       | 0.169,0       | 0.039.000 | 231       | St. Kitts und Nevis                   | 1. Hauptinsel                            |
| St. Lucia         | 0.619,2       | 0.172.884 | 271       | St. Lucia                             |                                          |
| St. Martin        | 0.091,9       | 0.068.382 | 744       | Königreich der Niederlande Frankreich | autonomer Landesteil Gebietskörperschaft |
| Saint Thomas      | 0.080,9       | 0.051.181 | 633       | Vereinigte Staaten                    | Amerikanische Jungferninseln             |
| St. Vincent       | 0.346,0       | 0.117.000 | 338       | St. Vincent und die Grenadinen        | Hauptinsel                               |
| Tobago            | 0.300,0       | 0.054.084 | 180       | Trinidad und Tobago                   | 2. Hauptinsel                            |
| Tortola           | 0.055,7       | 0.014.000 | 251       | Vereinigtes Königreich                | Britische Jungferninseln                 |
| Trinidad          | 4.821,0       | 1.250.000 | 259       | Trinidad und Tobago                   | 1. Hauptinsel                            |
| Union Island      | 0.008,0       | 0.005.000 | 625       | St. Vincent und die Grenadinen        | Grenadinen                               |
| Virgin Gorda      | 0.021,0       | 0.001.100 | 052       | Vereinigtes Königreich                | Britische Jungferninseln                 |